# Najemny zabójca
Najemny zabójca (ang. Hired to Kill) – amerykański film akcji z 1990 roku, wyreżyserowany przez duet Nico Mastorakis i Peter Rader. Obraz kręcony był na wyspie Korfu w Grecji. W rolach głównych w filmie wystąpili Brian Thompson, Oliver Reed oraz laureaci Oscara − George Kennedy i José Ferrer.

## Opis fabuły
Homoseksualny fotograf Frank Ryan i siedem modelek płyną na wyspę położoną w Ameryce Południowej, by wykonać sesję fotograficzną. W rzeczywistości Frank jest najemnikiem, który pod fałszywą tożsamością otrzymał zadanie uwolnienia przywódcy rebeliantów z pilnie strzeżonego więzienia.

## Obsada
- Brian Thompson − Frank Ryan
- Oliver Reed − Michael Bartos
- George Kennedy − Thomas
- José Ferrer − Rallis
- Michelle Moffett − Ana
- Barbara Niven (w czołówce jako Barbara Lee Alexander) − Sheila
- Jordana Capra − Joanna